# System
System (stgr. σύστημα systema – rzecz złożona) – zespół wzajemnie powiązanych elementów realizujących jako całość założone cele.
Z uwagi na fakt, że wyodrębnienie wszystkich elementów przynależących do systemu bywa w praktyce niekiedy bardzo trudne, dlatego do badania systemów wykorzystuje się ich uproszczone modele. Elementy przynależące do jednego systemu nie mogą jednak stanowić jednocześnie elementów przynależnych do innego systemu.
Za kryterium podziału przyjmując wymienialność elementów systemów, w trakcie ich działania systemy dzieli się na:
- otwarte, np. organizmy biologiczne,
- domknięte, np. maszyny informacyjne typu komputery,
- zamknięte, np. maszyny energetyczne typu prądnica.

## Znaczenie terminu system
W filozofii systemem nazywa się zbiór tez i twierdzeń stanowiących pewną spójną całość. Także zasady organizacji czegoś – zbiór przepisów lub reguł obowiązujących w danej dziedzinie.
W psychologii systemem jest też nazywany zbiór elementów, powiązanych ze sobą relacjami w taki sposób, że stanowią one całość zdolną do funkcjonowania w określony sposób. Definicję tę wprowadził Tadeusz Tomaszewski.
Podobną do ujęcia funkcjonującego w psychologii definicję terminu system wprowadził pionier cybernetyki w Polsce Marian Mazur. Według niego system jest to zbiór elementów i zachodzących między nimi relacji.

## Ogólna teoria systemów
Jest to hipotetyczna najbardziej ogólna „teoria wszystkiego”, która zakłada, że własności struktur systemowych są uniwersalne. Została zapoczątkowana w biologii przez Ludwiga von Bertalanffyego, rozwijana i uzupełniana przez cybernetyków oraz cybernetyków społecznych, adoptowana w inżynierii jako inżynieria systemów, i obecnie poszerzana na nauki socjo-ekonomiczne i kognitywne, np. inżynieria socjo-kognitywna.
Ogólna teoria systemów dotyczy wszystkich obiektów, które można uważać za inteligentne, np. ludzkie organizacje i systemy złożone, takie jak ludzie-technologia, człowiek-społeczeństwo-środowisko. W ostatnich latach jest też lansowana nowa nazwa nauki o uniwersalnych własnościach systemów – ang. systemics, co można tłumaczyć jako systemika (?) – w Polsce do tej pory nie używana (pojawia się jednak termin systemologia).

## Organizacja systemu
Organizacja systemu to jego struktura w formie sieci relacji między elementami oraz własności tych relacji. Niezmienność takich struktur jest warunkiem rozpoznania tożsamości systemów. W strukturze systemu mogą występować podsystemy, czyli elementy systemu, które same są systemami. System którego elementami są inne systemy jest nadsystemem.

## Rygory metody systemowej
Systemy powinny być tak określone, aby ich określenie było:
- ścisłe – by było wiadomo, co do nich należy, a co nie należy. Określenie systemu może być nawet bardzo ogólne, ale nie może być ogólnikowe,
- niezmienne – w całym toku rozważań, tak by zachodzące w nich zmiany mieściły się w ramach ich określenia. Jest niedopuszczalne, żeby jakieś elementy były czasem traktowane jako należące do systemu, czasem zaś jako do niego nie należące,
- zupełne – podział systemu na podsystemy powinien być zupełny, czyli system nie może zawierać elementów nie należących do żadnego z jego podsystemów,
- funkcjonalne – systemy powinny być wyodrębniane ze względu na spełniane funkcje, a nie ze względu na oddzielność przestrzenną.

## Klasyfikacja systemów
Istnieje wiele kryteriów hierarchicznej klasyfikacji/taksonomii systemów.
Podczas przeprowadzania klasyfikacji systemów należy jednak pamiętać o zasadzie precyzyjnego ustalenia kryteriów.
Najbardziej ogólne, interdyscyplinarne podziały podstawowe to:
- systemy abstrakcyjne i fizyczne:
  - abstrakcyjne: np. systemy pojęć, reguł, modeli, działań,
  - fizyczne: zbudowane z materii lub energii.
- systemy statyczne i dynamiczne:
  - system statyczny jest niezmienny w czasie, może być abstrakcyjny lub fizyczny,
  - system dynamiczny to taki, w którym zmiana w jednej części wpływa na pozostałe; największy znany dynamiczny system fizyczny to Wszechświat.
- systemy otwarte, zamknięte i autonomiczne – ten podział w zastosowaniu do systemów fizycznych jest subiektywny i przybliżony, choć często używany:
  - systemy zamknięte są przeważnie abstrakcyjne, zaś
  - systemem otwartym i autonomicznym jest np. każdy organizm żywy.

Podstawową różnicą między systemami biologicznymi a psychicznymi i społecznymi, jest to, że biologiczne przetwarzają i reprodukują zdarzenia, zaś psychologiczne są określane przez komunikację, świadomość i sens (rzeczowy, czasowy i społeczny).
W ostatnich czasach koncepcja systemu została także rozszerzona na tzw. systemy inteligentne i dotyczy najczęściej oprogramowania zdolnego do realizowania zadań sztucznej inteligencji.

## Specyficzne cechy systemów fizycznych
- granice,
- entropia – miara nieuporządkowania,
- eksport i import materii i energii (wymiana informacji z otoczeniem),
- morfostaza – tendencja do zachowania struktury,
- morfogeneza – tendencja do zmiany,
- homeostaza – tendencja do utrzymania równowagi funkcjonalnej,
- ekwifinalność,
- ekwipotencjalność,
- procesy regulacyjne (sprzężenie zwrotne dodatnie i ujemne).

## Przykłady różnych typów i rodzajów systemów
Pojęcie system występuje w języku naturalnym i we wszystkich naukach i technologiach.
Jego konkretne, wyspecjalizowane znaczenie zależy od kontekstu użycia i przyjętych konwencji terminologicznych.
- system społeczny, system państwowy, system prawny – nauki społeczne
- system informatyczny, system operacyjny – informatyka
- system autonomiczny – Internet, cybernetyka
- terapia w psychologii systemowej
- system dedukcyjny – logika
- system liczbowy, dziesiętny, dwójkowy itp. – matematyka
- system metryczny – jednostki miar
- system reguł gry
- system nerwowy – anatomia
- system geologiczny – jednostka stratygraficzna (geologia)
- system słoneczny, system planetarny, system heliocentryczny – astronomia
- system filozoficzny – filozofia
- system polityczny
- system bankowy
- system radionawigacyjny
- system teleinformatyczny
- system w grach fabularnych
- system gry w grach losowych
- system językowy
- system leksykalny